# Alwyn Morris
Alwyn Morris (n. 22 noiembrie 1957, Montréal, provincia Québec, Canada) este un caiacist ce a reprezentat Canada, medaliat olimpic. A participat la 2 ediții ale Jocurilor Olimpice (1984, 1988) în care a câștigat o medalie de aur și o medalie de bronz.